# 社会保守主义
社会保守主义（英語：Social Conservatism）相信社会建立在一个脆弱的关系网络之上，这种关系网络需要通过责任、传统价值观和既定制度来维护。这可能包括道德问题。社会保守主义通常对社会变迁持怀疑态度，并认为在家庭生活、性关系和爱国主义等社会问题上应保持现状、甚至回歸傳統。
社会保守主义在一系列社会问题上的立场被部分人士认为是反动的。它的发展是对自由主义运动的回应，社会保守主义认为自由主义发展中包括了被视为危险倾向的政治激进主义，以及对“传统价值观”的全面拒绝。 在北美，自20世纪中后期以来，社会保守主义的产生是为了回应联邦政府在社会问题上的行动，如LGBT权利和堕胎，这些问题被视为是对保守价值观的威胁。社会保守派也重视宗教在公共传统上的影响，因此支持国家教会或迁就主义，同时反对世俗主义和国家无神论。